# Xanthosia atkinsoniana
Xanthosia atkinsoniana är en flockblommig växtart som beskrevs av Ferdinand von Mueller. Xanthosia atkinsoniana ingår i släktet Xanthosia och familjen flockblommiga växter. Inga underarter finns listade i Catalogue of Life.